# Puppy (escultura)
Puppy (en español Cachorro) es una icónica escultura floral moderna realizada por el artista estadounidense Jeff Koons en 1992 que está ubicada frente al Museo Guggenheim de la ciudad de Bilbao, España.  Instalada en su emplazamiento actual en octubre de 1997, representa un cachorro escocés de la raza West Highland White Terrier. Se compone de una estructura de acero recubierta con aproximadamente 38 000 plantas naturales, que son reemplazadas dos veces al año a medida que dejan de florecer, así como de un sistema interno de irrigación. Con unas dimensiones de 12,4 x 12,4 x 8,2 metros, pesa un total de 16 toneladas.

## Remodelación
El 27 de septiembre de 2021, comenzaron las obras para la remodelación del sistema de riego que da vida a las flores que cubren la escultura, tras 24 años en servicio. Debido a la falta de fondos del museo por la caída en el número de visitas que la crisis del coronavirus trajo, el Guggenheim organizó un sistema de micromecenazgo que sufragara las obras. El montante necesario para acometerla ascendió a cien mil euros. Tras varios meses recaudando fondos a través de la web, finalmente comenzó la remodelación. Además, la empresa Seguros Bilbao llegó a un acuerdo para financiar el cambio de flores semestral. El objetivo fue hacer más sostenible y más viable económicamente el mantenimiento de la escultura y sus flores.
En noviembre del mismo año finalizaron los trabajos de remodelación del esqueleto de acero interno de la escultura, habiéndose recaudado hasta ese momento cincuenta y dos mil euros. Ese otoño, justo antes del cambio de flor, se llevó a cabo la primera gran obra de conservación preventiva de la escultura floral, incluyéndose la reposición y saneamiento de la estructura y de las diferentes capas internas que sujetan el sustrato que a su vez alimenta a las flores. A todo ello se añadió un nuevo sistema de autorriego regulado por sensores de humedad en diferentes zonas.